# Otto Löscher
Otto Löscher (* 15. Juni 1910 in Mittweida; † 12. Juli 1970) war ein deutscher Bundesrichter.

## Leben
Löscher war Sohn eines praktischen Arztes. Gemeinsam mit Günther Hardraht besuchte er die Fürstenschule Grimma. Er studierte an der Ludwig-Maximilians-Universität Rechtswissenschaft und wurde 1929 im Corps Palatia München aktiv. Als Inaktiver wechselte er an die heimatliche Universität Leipzig, die ihn 1937 zum Dr. iur. promovierte. Beide Examen bestand er mit dem Prädikat „ausgezeichnet“. Ab Dezember 1939 diente er als Offizier in der Wehrmacht. Er geriet in sowjetische Kriegsgefangenschaft, aus der er im Juni 1948 entlassen wurde.
Als ausgezeichneter Kenner des gewerblichen Rechtsschutzes und insbesondere des Patentrechtes saß er in mehreren Fachausschüssen der  Deutschen Vereinigung für gewerblichen Rechtsschutz und Urheberrecht.
Im August 1957 wurde er als Bundesrichter an den Bundesgerichtshof berufen. Dort war er stellvertretender Vorsitzender des  X. Zivilsenats und des  Kartellsenats, Mitglied des  Großen Senats für Zivilsachen und des  Gemeinsamen Senats der Obersten Gerichtshöfe des Bundes. Er verfasste viele richtungweisende Entscheidungen des Patent- und Kartellsenats. Er war Mitarbeiter des RGR-Kommentars auf dem Gebiet des Schuldrechts und Mitverfasser der 5. Auflage (1969) des Benkardschen Kommentars zum  Patent- und Gebrauchsmustergesetz. Er starb mit 60 Jahren im Amt.